# Kasztelania mścisławska
Kasztelania mścisławska – kasztelania mieszcząca się niegdyś w województwie mścisławskim, z siedzibą (kasztelem) w Mścisławiu.

## Kasztelanowie mścisławscy
| Imię i nazwisko                 | Okres urzędowania                           | p.    |
| ------------------------------- | ------------------------------------------- | ----- |
| Jan Sołomerecki                 | 1566 - 1586                                 | [ 2 ] |
| Stanisław Pawłowicz Naruszewicz | (już w 1586?) 1587 - 1588                   | [ 2 ] |
| Szymon Hryczyna                 | 1588 - 1588 (jeszcze w 1599?)               | [ 2 ] |
| Sokół Wojna                     | 1599 - 1601 (jeszcze w 1605?)               | [ 2 ] |
| Jan Mieleszko                   | (już w 1599?) 1609 - 1610                   | [ 2 ] |
| Fryderyk Łukomski               | 1610 - 1610 (jeszcze w 1613?)               | [ 2 ] |
| Konstanty Hołowczyński          | 1613 - 1613 (jeszcze w 1620?)               | [ 2 ] |
| Samuel Sanguszko                | 1620 - 1621                                 | [ 2 ] |
| Krzysztof Sokoliński            | (już w 1621?) 1624 - 1625                   | [ 2 ] |
| Konstanty Połubiński            | 1625 - 1633                                 | [ 2 ] |
| Jan Feliks Ogiński              | 1633 - 1637 (jeszcze w 1638?)               | [ 2 ] |
| Mikołaj Abramowicz              | (już w 1637?) 1638 - 1643                   | [ 2 ] |
| Jan Kamieński                   | 1643 - 1643 (jeszcze w 1644?)               | [ 2 ] |
| Bogdan Stetkiewicz              | 1644 - 1646                                 | [ 2 ] |
| Jan Kossakowski                 | 1646 - 1649 (jeszcze w 1653?)               | [ 2 ] |
| Krzysztof Ciechanowiecki        | 1653 - 1654 (jeszcze w 1655?)               | [ 2 ] |
| Jan Sokoliński                  | (już w 1654?) 1662 - 1654 (jeszcze w 1662?) | [ 2 ] |
| Stanisław Władysław Białłozor   | 1662 - 1662 (jeszcze w 1669?)               | [ 2 ] |
| Paweł Ryszkowski                | (już w 1662?) 1669 - 1693 (jeszcze w 1703?) | [ 2 ] |
| Marcin Ogiński                  | 1703 - 1703                                 | [ 2 ] |
| Michał Kamieński                | 1703 - 1703 (jeszcze w 1715?)               | [ 2 ] |
| Konstanty Brzostowski           | 1715 - 1715 (jeszcze w 1722?)               | [ 2 ] |
| Krzysztof Puzyna                | 1722 - 1730                                 | [ 2 ] |
| Samuel Łazowy                   | 1730 - 1730 (jeszcze w 1738?)               | [ 2 ] |
| Stanisław Ogiński               | 1738 - 1740                                 | [ 2 ] |
| Józef Szczytt                   | 1740 - 1744                                 | [ 2 ] |
| Antoni Puzyna                   | 1746 - 1746 (jeszcze w 1752?)               | [ 2 ] |
| Jan Zabiełło                    | 1752 - 1761                                 | [ 2 ] |
| Józef Skumin Tyszkiewicz        | 1761 - 1775                                 | [ 2 ] |
| Stanisław Tyszkiewicz           | 1775 - 1783                                 | [ 2 ] |
| Tadeusz Billewicz               | 1783 - 1786                                 | [ 2 ] |
| Józef Chrapowicki               | 1786 - 1792                                 | [ 2 ] |
| Ignacy Daszkiewicz              | 1792 - 1795                                 | [ 2 ] |